# Улица Лазо (Москва)
У́лица Лазо́ (название утверждено 13 апреля 1967 года) — улица в Восточном административном округе города Москвы на территории района Перово. Проходит от Зелёного проспекта до Кусковской улицы. Нумерация домов начинается от Перовской улицы.

## Происхождение названия
Названа в честь Сергея Лазо (1894—1920) — революционера, участника Гражданской войны на Дальнем Востоке, сожжённого японскими военными интервентами в паровозной топке.

## История
Бывшая Советская улица города Перово, переименована в 1967 году для устранения одноимённости после присоединения Перова к Москве.

## Здания и сооружения
По нечётной стороне:
- дом № 1 — Объединённый военный комиссариат Перовского района
- дом № 3 — Бывший кинотеатр «Владивосток»; здание передано «Московскому театру иллюзий»[4].
- дом № 5 — Храм иконы Божией Матери «Знамение» в Перове
- дом 17 — Стадион Локомотиворемонтного завода
- Перовский парк

По чётной стороне:
- дом № 2 — Детский сад № 1760 (компенсирующего вида, для детей с нарушением опорно-двигательного аппарата)
- дом № 8 — АТС 309
- дом № 12 — Центр досуга и творчества молодежи «Россия»

## Транспорт
На улице действует двустороннее движение. Общественный транспорт: автобусный маршрут № 314. Ближайшая станция метро —  Перово. Ближайшие железнодорожные платформы —  Перово,  Чухлинка и  Кусково.